# Софија Хотек
Софија Хотек или Војвоткиња Хоенберг (Штутгарт, 1. март 1868 — Сарајево, 28. јун 1914) је потомак познате чешке аристократске породице, а касније непризната супруга аустријског надвојводе Франца Фердинанда са којим је имала троје деце, Софију, Максимилијана и Ернста. Њена титула је била војвоткиња од Хоенберга. Убијена је заједно са супругом 28. јуна 1914. у Сарајевском атентату. После њихове смрти деца нису имала право да наследе ни титуле ни друга привилегије по праву наслеђа Хабзбурга већ искључиво Хоенберга.

## Атентат
Дана 28. јуна 1914. године у Сарајеву се одржавала војна вјежба, коју је Франц Фердинанд желио да посјети. Иако му је дато на знање да у Сарајеву може доћи до побуне, он је са Софијом ипак посјетио Босну и Херцеговину. Приликом обиласка Сарајева на њега је Недељко Чабриновић извео неуспјешан атентат бомбом. Престолонасљедник је одлучио наставити вожњу у отвореном аутомобилу по граду, да би њега и Софију само 20 минута касније из пиштоља убио атентатор Гаврило Принцип, члан тајне организације Млада Босна. Принцип је на суђењу изјавио да није намеравао да убије Софију већ гувернера Босне и Херцеговине, Оскара Потјорека, који је тада био са њима у аутомобилу.

## Породица

### Родитељи
| име               | слика | датум рођења  | датум смрти       |
| ----------------- | ----- | ------------- | ----------------- |
| Бохуслав Хотек    |       | 3. јул 1829.  | 11. октобар 1896. |
| Вилхелмина Кински |       | 19. јул 1838. | 5. март 1885.     |

### Супружник
| име             | слика | датум рођења       | датум смрти   |
| --------------- | ----- | ------------------ | ------------- |
| Франц Фердинанд |       | 18. децембар 1863. | 28. јун 1914. |

### Деца
| име                       | слика | датум рођења        | датум смрти       | супружник                     |
| ------------------------- | ----- | ------------------- | ----------------- | ----------------------------- |
| Софија од Хоенберга       |       | 24. јул 1901.       | 27. октобар 1990. | Фридрих од Нозтиц-Ринека      |
| Максимилијан од Хоенберга |       | 29. септембар 1902. | 8. јануар 1962.   | Марија Елизабета од Валдбурга |
| Ернст од Хоенберга        |       | 17. мај 1904.       | 5. март 1954.     | Марија Тереза Вуд             |
| тек рођени син            |       | 1908.               | 1908.             | умро на рођењу                |